# Tat twam asi
Tat twam asi (sanskrit: तत् त्वम् असि eller तत्त्वमसि), "Det är du", är inom hinduismen ett uttryck som förklarar atman eller den individuella själens relation till brahman, världssjälen, eller det absoluta. Uttrycket är ett citat från Chandogya-upanishaden från omkring 600-talet f.Kr. Det speglar tanken att varje individ är en del av världsalltet. Advaita Vedanta-skolan inom hinduismen kan tänkas motsätta sig tanken att det handlar om en relation utan snarare tolka 'tat twam asi' som att det uttrycker att du är alltet. Dvs atman är brahman.